# 日本アーマードバトル・リーグ
日本アーマードバトル・リーグ（にほんアーマードバトル・リーグ、英：Japan Armored Battle League）は、2013年（平成25年）に日本で初めてアーマードバトル（鎧・西洋甲冑を装着しての格闘）の公式戦を行うために結成された団体。略称はJABL。

## 概要
「STEEL!」というトーナメントを不定期で開催している。ポールウェポン、ロングソード、ソードといった競技用のツールを使用するが、これらには、日本の法律とリーグの安全規格にのっとり、素材や重量、エッジの丸みなど、厳格な規準が課せられている。
国際中世戦闘連盟 (IMCF)が主催する国際大会やHMBが主催するバトル・オブ・ザ・ネーションズへの参加も表明している。
2016年からスポンサー制度を取り入れたが、漫画『乙女戦争 ディーヴチー・ヴァールカ』がスポンサー契約を交わしている。

## 構成チーム
- ドラコーネズ (Dracones)
- サングリエ (Sanglier)
- 黒鋼衆（くろがねしゅう）

以上の3チームから構成されている。
運営会社はキャッスル・ティンタジェル（ティンタジェル株式会社）であり、キャッスル・ティンタジェルをホームグランドとして練習を行っている。その一方、黒鋼衆では侍ファイターの育成として、和甲冑を着けて戦う練習も合わせて行っている。